# Sinh khả dụng
Trong Dược lý học, Sinh khả dụng là một đại lượng chỉ tốc độ và mức độ hấp thu dược chất từ một chế phẩm bào chế vào tuần hoàn chung một cách nguyên vẹn và đưa đến nơi tác dụng.
Được ký hiệu bằng chữ f (hay nếu ở dạng phần trăm là F).

## Định nghĩa
Trong Dược lý học, Sinh khả dụng (tiếng Anh là bioavailability, viết tắt: BA) là đại lượng chỉ tốc độ và mức độ hấp thu dược chất từ một chế phẩm bào chế vào tuần hoàn chung một cách nguyên vẹn và đưa đến nơi tác dụng, từ đó tiếp tục được chuyển hoá và thải trừ. Từ định nghĩa, thuốc theo đường tiêm tĩnh mạch có sinh khả dụng là 100%. Tuy vậy, khi thuốc được dùng bằng các cách thức khác nhau (như đường uống) thì sinh khả dụng của thuốc[TH] thường giảm (do hấp thu không hoàn toàn và các giai đoạn đầu của quá trình trao đổi chất) hay thay đổi tuỳ thuộc thể trạng bệnh nhân. Sinh khả dụng được xem là một công cụ thiết yếu trong sinh dược học, đây là đại lượng quan trọng để xác định và tính toán liều dùng cho các dạng bào chế không theo đường tĩnh mạch.

## Sinh khả dụng tuyệt đối

Sinh khả dụng tuyệt đối là tỉ lệ diện tích dưới đường cong của dung dịch thử nghiệm (theo đường uống PO) với dung dịch tiêm tĩnh mạch IV.

Sinh khả dụng tuyệt đối được xác định khi so sánh sinh khả dụng của thuốc có hoạt tính lưu hành trong hệ tuần hoàn theo con đường không phải tiêm tĩnh mạch (ví dụ như theo đường uống, đường trực tràng, thẩm thấu qua da, tiêm dưới da hay đặt dưới lưỡi), với sinh khả dụng của cùng dạng thuốc theo đường tiêm tĩnh mạch. Do chỉ có một phần của thuốc hấp thụ theo đường không tiêm tĩnh mạch so với cũng dạng thuốc đó khi tiêm tĩnh mạch, nên sự so sánh này phải được thực hiện trên các liều khác nhau (ví dụ, khảo sát các liều dùng khác nhau hay trên các đối tượng có trọng lượng khác nhau). Từ đó, nồng độ chất hấp thụ sẽ dần được nâng cao bằng cách chia liều lượng dùng hợp lý.
Để xác định được sinh khả dụng tuyệt đối của một loại thuốc ta cần xác định được mối liên hệ giữa thời gian và nồng độ của thuốc lưu hành trong huyết tương. Để biết được mối tương quan trên trước hết phải xác định được liều dùng theo đường tiêm tĩnh mạch (IV) và cả đường không tiêm tĩnh mạch (ví dụ: đường uống). Sinh khả dụng là liều dùng xác định thể hiện bằng diện tích dưới đường cong (AUC) theo đường không tiêm tĩnh mạch chia cho diện tích dưới đường cong AUC theo đường tiêm tĩnh mạch. Ví dụ, công thức tính F (sinh khả dụng) của một loại thuốc được dùng theo đường uống (po) được cho như sau.
{\displaystyle F_{abs}=100\cdot {\frac {AUC_{po}\cdot D_{iv}}{AUC_{iv}\cdot D_{po}}}}